# Żywiec
Żywiec là một thị trấn thuộc hạt Żywiec, tỉnh Silesian, miền nam Ba Lan. Từ năm 1975 - 1998, thị trấn nằm trong tỉnh Bielsko-Biała, kể từ năm 1999 đến nay, nó thuộc quyền quản lý của tỉnh Silesian. Tổng diện tích của thị trấn là 50,57 km². Tính đến năm 2006, dân số của thị trấn là 32.078 người với mật độ 630 người/km².
Thị trấn nằm ở trung tâm của lưu vực Żywiec trên sông Soła gần hồ Żywiec trong khu vực Lesser Poland. Thị trấn gồm có Công viên Cảnh quan Żywiec - một trong tám khu vực được tồn của tỉnh Silesian.

## Lịch sử

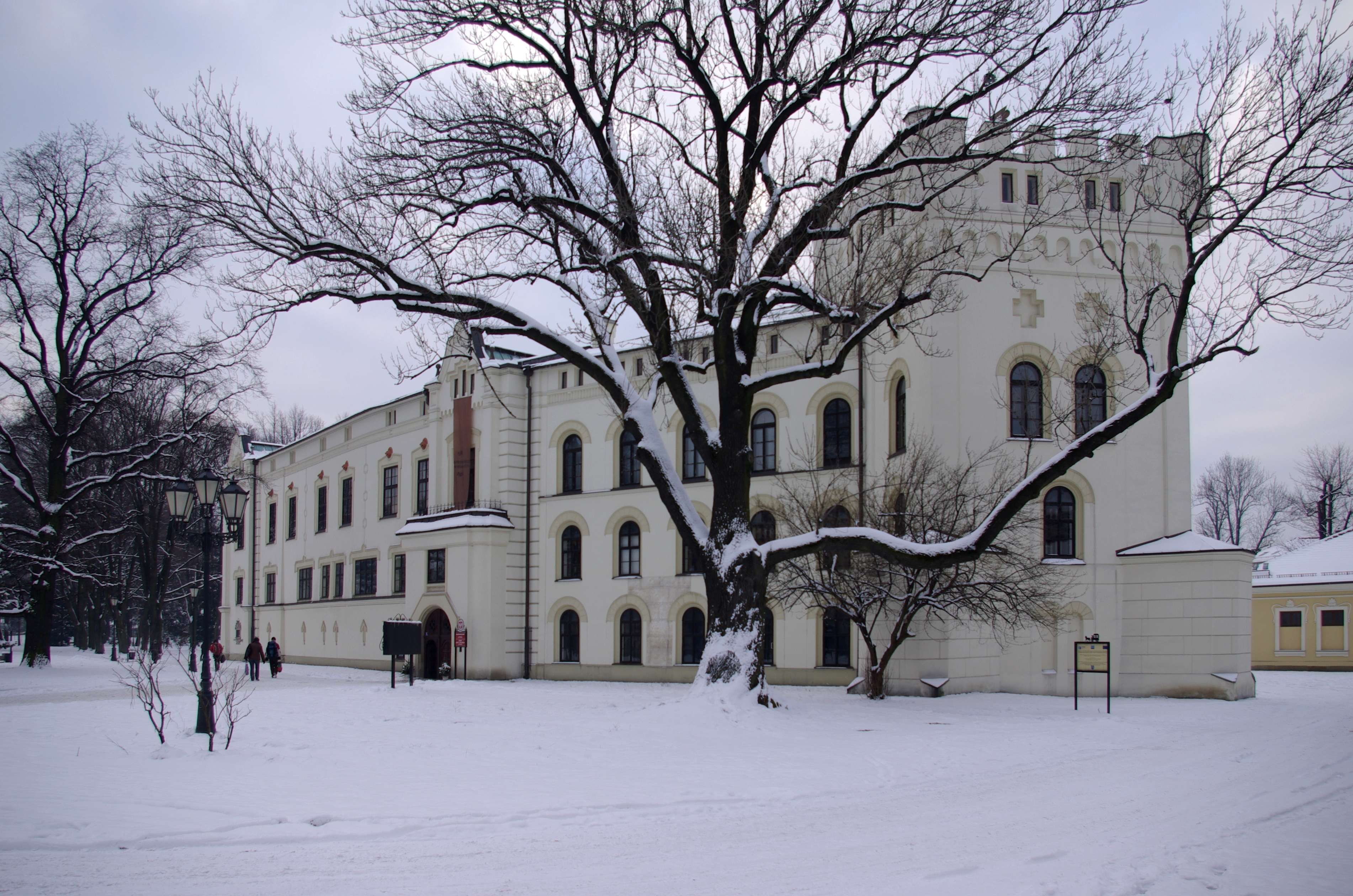
Lâu đài Żywiec

Żywiec (còn được biết đến với tên gọi Stary Żywiec) được thành lập từ năm 1308 dưới danh nghĩa là trụ sở của một giáo xứ Công giáo. Sau đó, thị trấn thuộc về Công tước xứ Teschen và sau năm 1315 là Công tước xứ Oświęcim. Vào năm 1327, thị trấn bị Vương quốc Bohemia xâm chiếm. Thị trấn từng là trung tâm phát triển của lưu vực Żywiec. Năm 1448, Khu vực Stary Żywiec bị ngập lụt nghiêm trọng nên thị trấn đã được chuyển đến vị trí hiện tại. Trong thời kỳ Deluge, Żywiec đã bị quân đội Thụy Điển cướp và phá hủy vào năm 1656. Từ năm 1672, thị trấn thuộc quyền sở hữu của thủ tướng Ba Lan (Kanclerz) Jan Wielopolski.

### Chiến tranh thế giới thứ hai

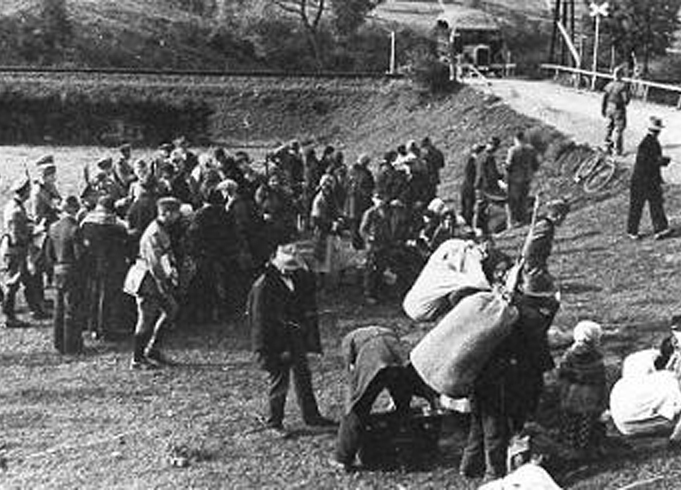
Hành động Saybusch. Ba Lan bị trục xuất đang chờ vận chuyển tại ngã tư đường sắt

Vào năm 1772, sau phân vùng đầu tiên của Ba Lan, Żywiec trở thành một phần của Vương quốc Galicia của Áo. Năm 1810, thị trấn được Hoàng tử Albert xứ Saxony mua lại (con trai Vua Augustus III của Ba Lan). Khi ông qua đời vào năm 1822, tài sản của ông rơi vào tay Archduke Charles - một nguyên soái người Áo, con trai thứ ba của Hoàng đế Leopold II.
Năm 1939, sau cuộc xâm lược Ba Lan, Żywiec bị Đức Quốc xã chiếm đóng. Năm 1940, chính quyền Đức Quốc xã đã trục xuất 17.413 - 20.000 người Ba Lan ở Żywiec. Người Ba Lan bị trục xuất được đưa đến một khu vực khác dưới sự chiếm đóng của quân đội Đức.

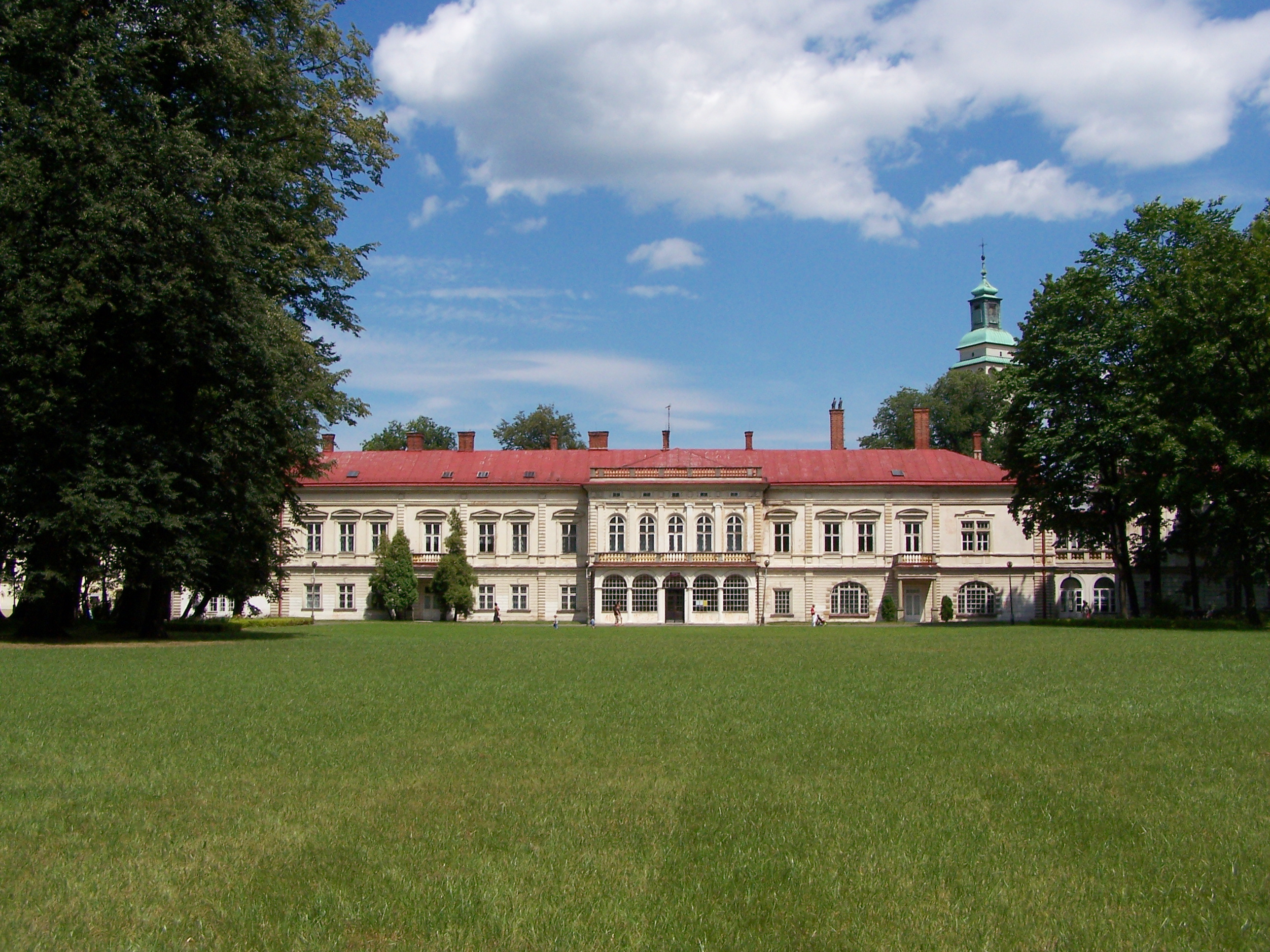
Cung điện Habsburg

## Những nhân vật nổi tiếng xuất thân từ thị trấn
- Tomasz Adamek
- Wilhelm Brasse
- Alice Habsburg
- Agata Wróbel
- Tomasz Jodłowiec
- Tadeusz Wrona
- Magdalena Chojnacka

## Những địa điểm tham quan nổi tiếng
- Lâu đài Żywiec - được xây dựng vào giữa thế kỷ 14. Lâu đài đã trải qua nhiều lần trùng tu và tự hào là một trong những lâu đài có phong cách kiến trúc vô cùng phong phú, bao gồm cả ba lối kiến trúc: Gothic, Phục hưng và Baroque. Bao quanh lâu đài là một công viên cảnh quan rộng 260.000 m², được thành lập từ thế kỷ 17. [1]
- Nhà thờ Holy Cross - được xây dựng vào cuối thế kỷ 14. Nhà thờ được mở rộng hai lần, một lần vào năm 1679 và một lần nữa vào năm 1690.
- Nhà thờ Đức Mẹ - được xây dựng và mở rộng trong nửa đầu thế kỷ 15, trước khi được cải tạo theo phong cách Baroque sau trận hỏa hoạn năm 1711. [1]